# Deadline Deadline HollywoodHollywood
 (транскр.  Дедлајн Холивуд), углавном познат као Deadline и као Deadline.com, амерички је веб-сајт за вести који је Ники Финке основала као блог са вестима Deadline Hollywood Daily 2006. године. Сајт се ажурира неколико пута дневно, са вестима из индустрије забаве у фокусу. Од 2009. је бренд Penske Media Corporation-а.